# Онуфрович-Плосская, Софья Ильинична
Софья Ильинична Онуфрович-Плосская (Мария Зофия, пол. Maria Zofia Onufrowicz-Płoska, 15 марта 1862, Калинковичи — 2 сентября 1922, Краков) — польская революционерка, деятель I Пролетариата. Сестра Болеслава, Адама и Цезаря Онуфровичей, жена Эдмунда Плосского.

## Биография
Родилась в Калинковичах Минской губернии. В 70-х годах XIX века семья перебралась в Киев, оттуда Софья Онуфрович отправилась учиться в Петербург. Там она знакомится с членами Народной воли и польских социалистических организаций. В 1882 г. вместе с Эдмундом Плосским уезжает в Варшаву, где работают над организацией подпольной типографии. 3 июля 1883 они женятся. Вскоре Эдмунд Плосский был арестован царской охранкой и Софья Онуфрович-Плосская переезжает в Краков, чтобы продолжить революционную деятельность. 30 марта 1894 г. её арестовывают австро-венгерские власти и после четырёх месяцев тюрьмы высылают в Российскую империю. Приговорена к четырем годам заключения и получила разрешение сопровождать своего мужа в ссылке. Они оба отправляются на Сахалин, а с 1897 г. живут на поселении в Благовещенске, откуда в 1906 г. бегут в Японию и через Триест возвращаются в Польшу. Умерла 2 сентября 1922 г. в Кракове от болезни сердца.